# Ельяшевич, Александр (кавалерист)
Алекса́ндр Ельяше́вич (пол. Aleksander Jeljaszewicz), известный как Саша (пол. Sasza; 22 марта 1902 года, Вильна, Российская Империя — 18 августа 1978, Гданьск, ПНР) — майор Войска Польского. Он был командиром последней татарско-исламской части в польской армии.

## Ранние годы
Александр Ельяшевич родился в Вильне, Российской империи, в семье польско-литовского татарина Яна (Иоанна), капитана Российской императорской армии. В 1912—1919 годах он был слушателем Кадетского корпуса в Пскове, а затем в Киеве. Эвакуированный в Турцию и Югославию, в 1923 году окончил офицерскую школу в качестве кавалерийского офицера. В 1924 и 1925 годах служил в сербской пограничной части, но в 1925 году вернулся в Польшу.

## Служба в польской армии
В 1925 году он поступил на службу в польскую армию и был направлен в Школу кавалерийских офицеров в Грудзёндзе. Он стал профессиональным (солдатским) офицером в 1928 году в 4-м уланском полку «Заниеньских» («За рекой Неман») Виленского гарнизона. 2 декабря 1930 года произведен в лейтенанты со старшинством с 1 января 1931 года и 15-м чином в кавалерийском офицерском корпусе. В 1938 году его перевели в 13-й полк виленских уланов «Виленских» («Из Вильнюса») в Новой Вилейке (ныне часть Вильнюса), где он был командиром 1-го татарского эскадрона (1-го татарского отряда). Последняя конная татарская часть в истории польской армии. В 1939 году он участвовал в Сентябрьской кампании.

## Сентябрьская кампания
В первых числах сентября под Пётркувом сражался 13-й полк виленских улан «Виленских»; затем он пересек Вислу возле Мацеёвиц. Под Мацеёвицами 9 или 10 сентября татарская конница нанесла последний удар по немецкой пехоте.
Атака стала символом закрытия главы в истории польских вооруженных сил: конца последней исламско-татарской части. Вскоре после этого 13-й полк виленских улан был рассеян противником в боях у села Суховоля под Люблином. Ельяшевич вместе с немногими из своих людей, которые не были рассредоточены, попытался достичь румынского плацдарма, но был остановлен и провёл остаток войны в немецком офлаге.

## После войны
После окончания войны вернулся в Польшу и жил в Гданьске. Работал в PZU. Он был активным членом местной татарской общины, прокладывая дорогу таким людям, как профессор Селим Хазбиевич, ставший в дальнейшем главным историком, изучавший этногенез польско-литовских татар. Умер в Гданьске и был похоронен на мусульманском татарском кладбище в Варшаве.

## Другие солдаты польской армии Второй Мировой Войны непольского происхождения
- Давид Мориц Апфельбаум
- Борух Штейнберг